# Air Efata
Air Efata was een Indonesische luchtvaartmaatschappij met haar thuisbasis in Jakarta. Vanaf begin 2007 is de Air operator's certificate tijdelijk ingetrokken door de Indonesische overheid.

## Geschiedenis
Air Efata werd in 2004 opgericht als Efata Papua Airlines. In juni 2004 werden alle vluchten gestaakt en een nieuw begin werd gemaakt in oktober 2005 als Air Efata.

## Vloot
De vloot van Air Efata bestaat uit: (mei 2007)
- 3 Douglas DC-9-80